# Tricyphona (Tricyphona) fulvicolor
Tricyphona (Tricyphona) fulvicolor is een tweevleugelige uit de familie Pediciidae. De soort komt voor in het Nearctisch gebied.